# Arab tavasz
Arab tavasznak nevezik a 2011 elején kirobbant kormányellenes tüntetéssorozatokat, amelyek az arab államokban törtek ki. Az elnevezés a „népek tavasza” kifejezéshez visszanyúlva terjedt el, amely az 1848-as európai forradalmi hullámra utal.
| Az arab tavasz országai |                                                                 |
| --- | --------------------------------------------------------------- |
| Algéria Bahrein— —Dzsibuti Egyiptom Irak Jemen Jordánia Libanon— Líbia Marokkó Omán Szaúd-Arábia Szíria Szudán Tunézia A f g. B e n i n Bissau-G. Burkina Faso Ciprus C s á d Dél-Szudán EAE Elefánt- csontpart Eritrea E t i ó p i a Gambia Ghána Görögország Guinea I r á n K a m e r u n —Katar Kenya Közép-afrikai Köztársaság Kuvait Libéria M a l i Mauritánia N i g e r N i g é r i a Nyugat- Szahara Olaszország Palesztina– Izr. Portugália Sierra Leone Spanyolország Szenegál Szomália T o g o T ö r ö k o r s z á g Türkm. |                                                                 |
| \| A kormányt megdöntötték Erőszakos kormányváltás a zavargások hatására Kisebb ellenzéki tiltakozás Fegyveres felkelés \| Nagyobb városi tüntetések Kisebb tüntetések Nem-arab tüntetések \| |                                                                 |
| A kormányt megdöntötték Erőszakos kormányváltás a zavargások hatására Kisebb ellenzéki tiltakozás Fegyveres felkelés | Nagyobb városi tüntetések Kisebb tüntetések Nem-arab tüntetések |

## Tunézia

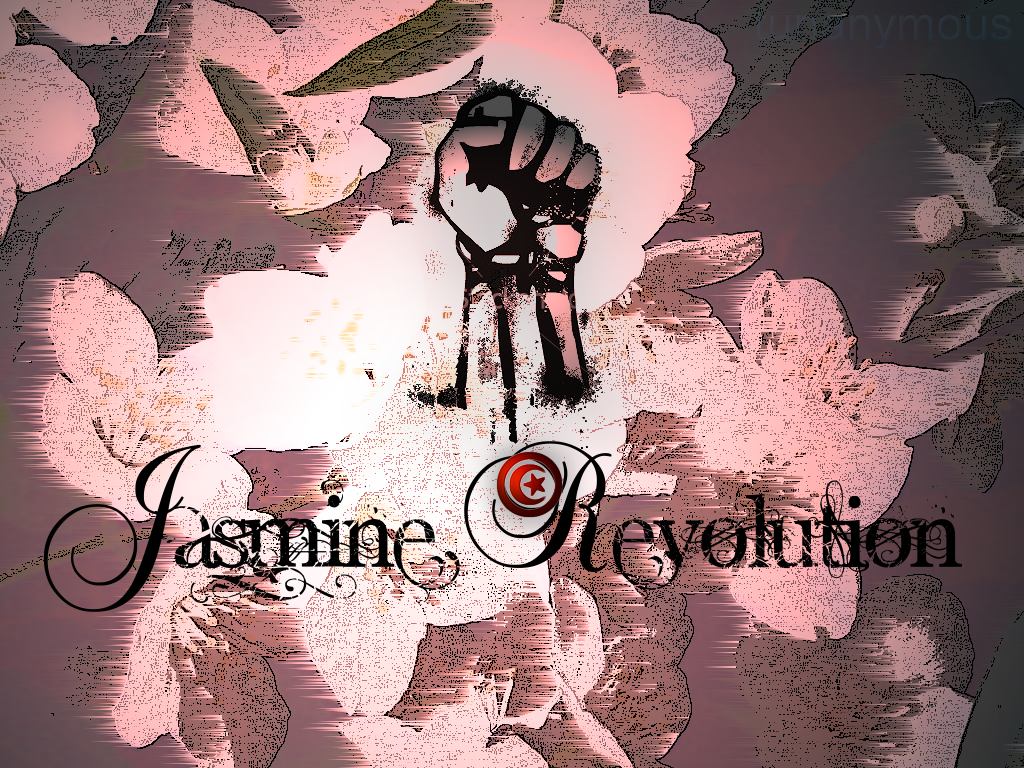
Jázminos forradalom

A 2010–2011-es tunéziai tüntetések, más néven a jázminos forradalom erőszakos tüntetéssorozat volt Tunéziában. A folyamat Tunézia több városára is átterjedt, és a 23 éve államfő Zín el-Ábidín ben Ali elnöki pozíciójáról való 2011. január 14-ei lemondásához vezetett. A résztvevők elsősorban a munkanélküliség, a korrupció, a szólásszabadság hiánya, az élelmezési gondok és az alacsony életszínvonal miatt mentek az utcákra. A 2010 decemberében kezdődött tüntetésekhez hasonlóra három évtizede nem volt példa az országban. Végül összecsapásokra került sor, melyeknek áldozatai is voltak. A tüntetéseket az váltotta ki, hogy egy zöldségeket és gyümölcsöket áruló boltos öngyilkos lett. Nem volt meg a szükséges engedélye, emiatt a rendőrök lefoglalták az autóját. Hatvan éve ez volt az első olyan eset, hogy egy arab kormányzatot közvetlenül az utcai tüntetések hatására távolítottak el.

## Algéria
December 29-én Algéria fővárosából, Algírból is olyan hírek érkeztek, melyek szerint a lakáshiány miatt összetűzésekre került sor a tüntetők és a rendőrök között. A jelentések szerint legalább 53 ember megsebesült, 29-et pedig letartóztattak. 2011 januárjában a tüntetés tovább folytatódott. Ekkor a rossz életkörülmények és az élelmiszerek magas inflációja miatt erős biztonsági ellenőrzés mellett két napig tiltakoztak. A tüntetések harmadik napján három ember meghalt, többen megsebesültek.

## Jordánia

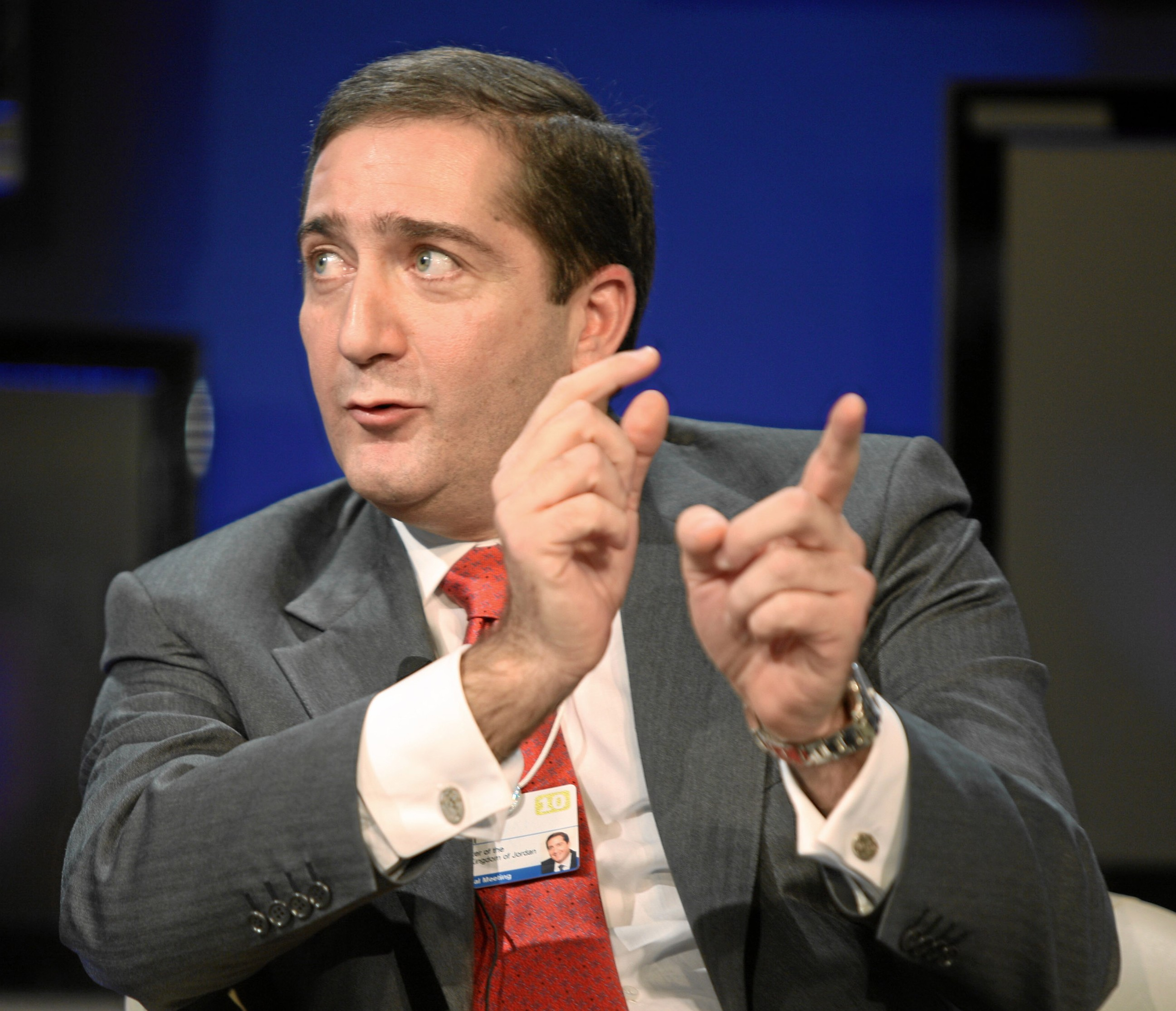
Szamir Rifai jordán miniszterelnök (2010)

2011. január 14-én Jordánia fővárosában, Ammánban, Maánban, Karakban, Irbidben és több más városban is tüntetések kezdődtek. A szakszervezetek és jobboldali aktivisták hívására a pénteki ima után gyűltek össze. A tömeg Szamir Rifai miniszterelnök és kormánya lemondását követelte. Kormányellenes jelszavakat skandáltak, és Rifait gyávának nevezték. Egy kitűzőn a következő felirat szerepelt: „Jordánia nemcsak a gazdagoké. Ügyeljünk a kenyérre is. A mi mérgünkkel és éhségünkkel is foglalkozni kellene.” A tömeg ezt skandálta: „Le Rifai kormányával! Fogjatok össze, vagy a kormány kiszívja a véreteket! Azért emelitek az üzemanyagok árát, hogy a zsebetek tele legyen milliókkal!” Tawfiq al-Batoush, Karak volt vezetője ezt mondta: „A kormány politikája, a magas árak az ismételt adóztatás ellen tüntetünk. Ez az, amiből elege lett Jordánia népének.” Többen hasonlóságot látnak a két tüntetés között. A Muszlim Testvériség és 14 szakszervezet bejelentette, hogy másnap a kormány gazdaságpolitikája elleni tiltakozásképp ülősztrájkot tartanak a parlament előtt. A tüntetések hatására a jordániai kormány visszavonta az üzemanyagok áremelését. Az al-Dzsazíra előrejelzése szerint az élelmiszerárak emelkedése miatt a tüntetések még hetekig is eltarthatnak. A tiltakozások hatására végül II. Abdullah király menesztette a kormányt.

## Egyiptom

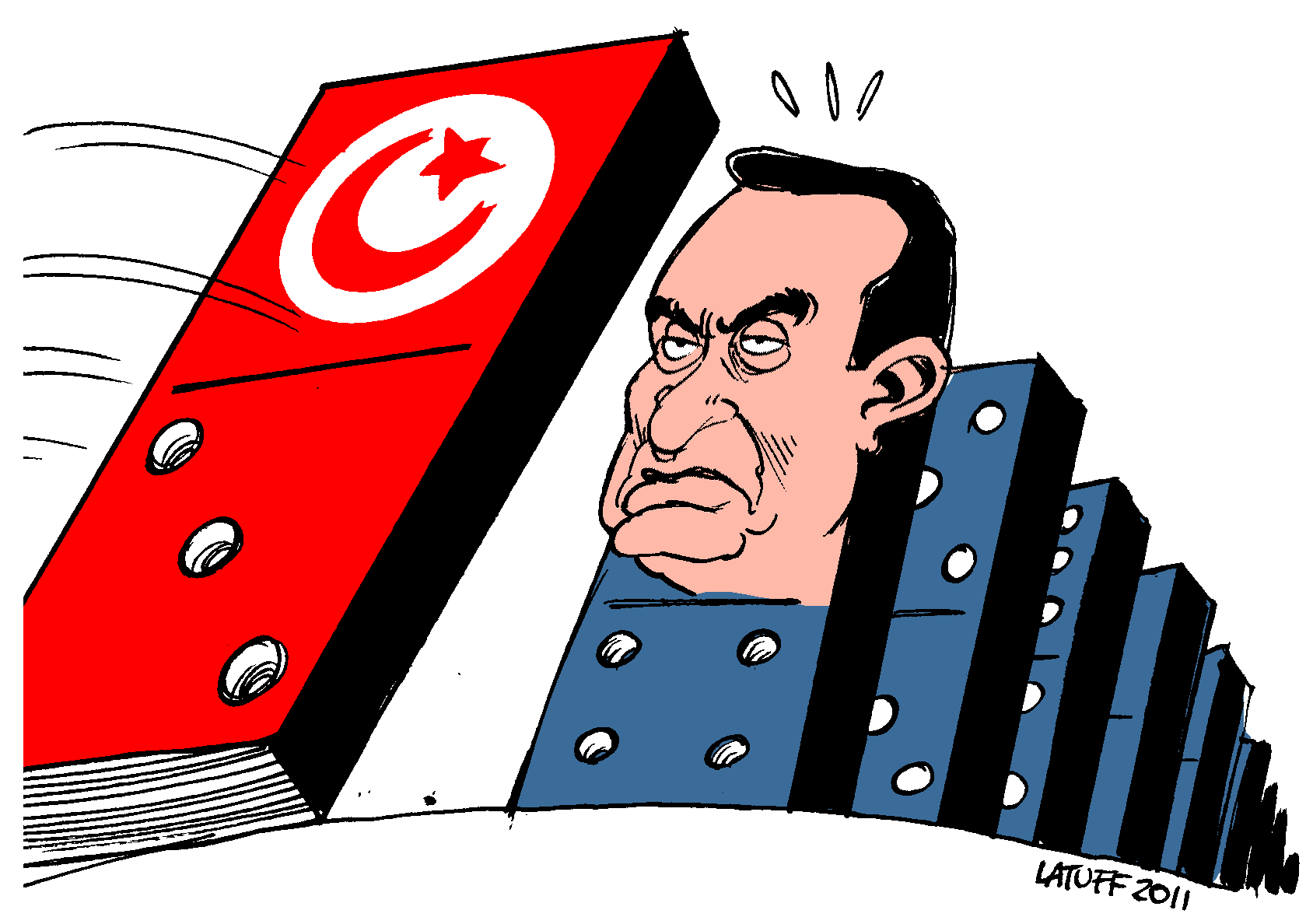
Carlos Latuff politikai karikatúrája: a Tunézia által elindított dominó-effektus kiüti Hoszni Mubárak egyiptomi elnököt.

Hossam el-Hamalawy egyiptomi blogger szerint "Nagy az érdeklődés. Az egyiptomi nép és a közvélemény nagy figyelemmel követi a tunéziai fejleményeket. Sokan párhuzamot vonnak az ottani és az egyiptomi állapotok között." Január 16-án az egyiptomi tőzsdén sokan arra spekuláltak, hogy a zűrzavar tovább fog terjedni, emiatt estek a részvények árfolyamai. Az egyiptomi tüntetések addig fajultak, míg az egyik étterem tulajdonosa, Abdel-Moneim Jaafara felgyújtotta magát. Január 18-án Mohamed Farouk Hassan ügyvéd és egy 25 éves alexandriai munkanélküli borította magát lángba. Több felbőszült egyiptomi a Facebookon olyan profilt hozott létre, mely január 25-re az erőszak, a szegénység, a korrupció és a munkanélküliség ellen indított forradalmat szervez. Egyiptom egy olyan köztársaság, mely félig elnöki irányítás alatt áll, és az 1958. évi 162. törvény alapján jelenleg szükségállapot van a területén. Csak az 1980-as évek elején volt egy 18 hónapos szünet.
A Nobel-békedíjjal kitüntetett Mohammed el-Barádei arra figyelmeztetett, hogy az országban „a tunéziaihoz hasonló robbanás” alakulhat ki.
A tüntetések 846 halálos áldozatot követeltek, de végül, február 11-én Mubarak elnök lemondott tisztségéről.

## Jemen
Január közepén az ország északi és déli részén is több helyütt az ellen tüntettek, hogy a kormány módosítani akarta az alkotmányt. Ezen felül az okok között szerepelt a munkanélküliség magas aránya és az éppen aktuális gazdasági állapotok. Január 20-án több ezren vonultak fel Taizz utcáin. Ádenben 18-án, 19-én, és 20-án voltak jelentősebb megmozdulások. Ádenben kerékabroncsokat égettek, utakat zártak el, és ezalatt hét ember – katonák és tüntetők vegyesen – sebesült meg. Két tüntető bement a Szanaa-i Egyetemre, és transzparensükön a következőt lehetett olvasni: „Menj el, mielőtt még elküldenek.” Ez a Reuters újságírói szerint az "autokrata arab vezetők, mindenekelőtt Száleh" kritikája. A Jemeni Reformkongresszus, a legnagyobb ellenzéki párt vezetői azt mondták: „Alkotmányos változtatásokat akarunk, de nem olyanokat, melyek hatására a vezető nem marad örökké hatalmon, és nem is olyat, mely alapján a hatalmat gyermekei öröklik.”
Március 21-én egy jemeni tábornok páncélos alakulatával együtt átállt a felkelők oldalára. Május folyamán az egyik legerősebb jemeni törzs, a Hasid is az ellenzék oldalára állt, ezért Száleh elnök katonai lépéseket foganatosított velük szemben. Emiatt a törzs fegyveresei támadást intéztek a fővárosban levő kormányzati épületek ellen. Egy, az elnöki rezidencia ellen végrehajtott támadásban az elnök is súlyosan megsebesült és egy szaúd-arábiai kórházba menekítették. Szeptember 25-én hazatért, amiért jelentős módon megnőtt egy polgárháború kitörésének veszélye. Az elnök végül november végén lemondott hatalmáról és elhagyta az országot. Februárban megkísérelt visszatérni a politikai életbe, de az országba érkezésének hírére ismét jelentős tömegdemonstrációk kezdődtek. Ennek hatására február 27-én formálisan is átadta a hatalmat korábbi alelnökének, Abbed Rabbo Manszúr Hádinak.

## Líbia

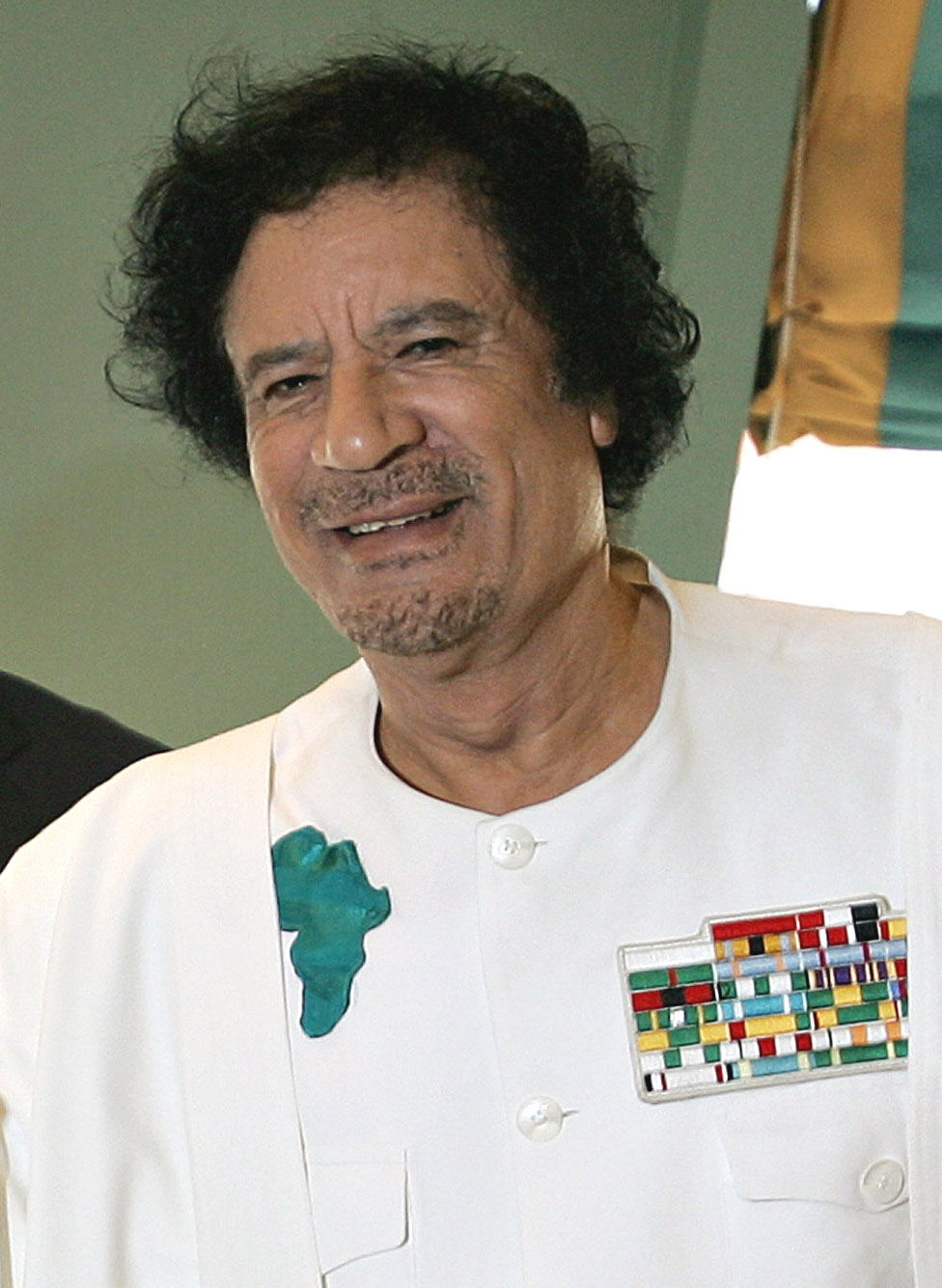
Moammer Kadhafi (2006)

2011 februárjában a tunéziai és egyiptomi forradalmi eseményeket követően Líbiában tiltakozás kezdődött a Moammer Kadhafi 1969 óta fennálló rendszere ellen. Kadhafi keményen fellépett az amerikaiak által támogatott tüntetők ellen. Katonái és Afrika más területeiről toborzott zsoldosai igyekeztek visszaszerezni az ország feletti irányítást. Február végére a nemzetközi diplomácia komoly nyomást gyakorolt Kadhafira, hogy hagyjon fel a "vérontással" és távozzon a hatalomból, miközben egyre többen szorgalmazták a vérengzés felelőseinek nemzetközi bíróság elé állítását is.
Március 1-jétől a konfliktus polgárháborúvá fajult. 20-án a nyugati hatalmak az ENSZ-határozat alapján légi és tengeri intervenciót kezdtek Kadhafi hadereje ellen. A "felkelők" az ország nyugati felén az ún. Nefúsza-hegység nagy részét, az ország keleti részét és Miszráta városát hajtották uralmuk alá. Keleten egészen Rász Lánúf városáig sikerült előretörniük, de Kadhafi katonái innen visszaverték őket, majd a frontvonal megállapodott a Brega és Adzsdábija közötti útvonalon.
Március 7-én Bengáziban a "felkelők" megalapították a Líbiai Nemzeti Tanácsot, amelyet eddig 15 ország ismert el.
Hosszú harcok után először a Nefúsza-hegység berber felkelőinek sikerült kitörniük, majd nemsokára a keleti arcvonalon is változás történt. A felkelők augusztusra teljesen bekerítették Tripolit, majd augusztus 20-28. között teljesen el is foglalták. Októberre már csak két város maradt Kadhafi erőinek kezén: Bani Valíd és Szurt. Az előbbi október 17-én esett el, majd a NATO hathatós támogatásával október 20-án elesett Szurt is, melynek ostroma közben Kadhafi is – tisztázatlan körülmények között – meghalt. Az ÁNT október 23-án kinyilvánította az ország felszabadulását.

## Szíria

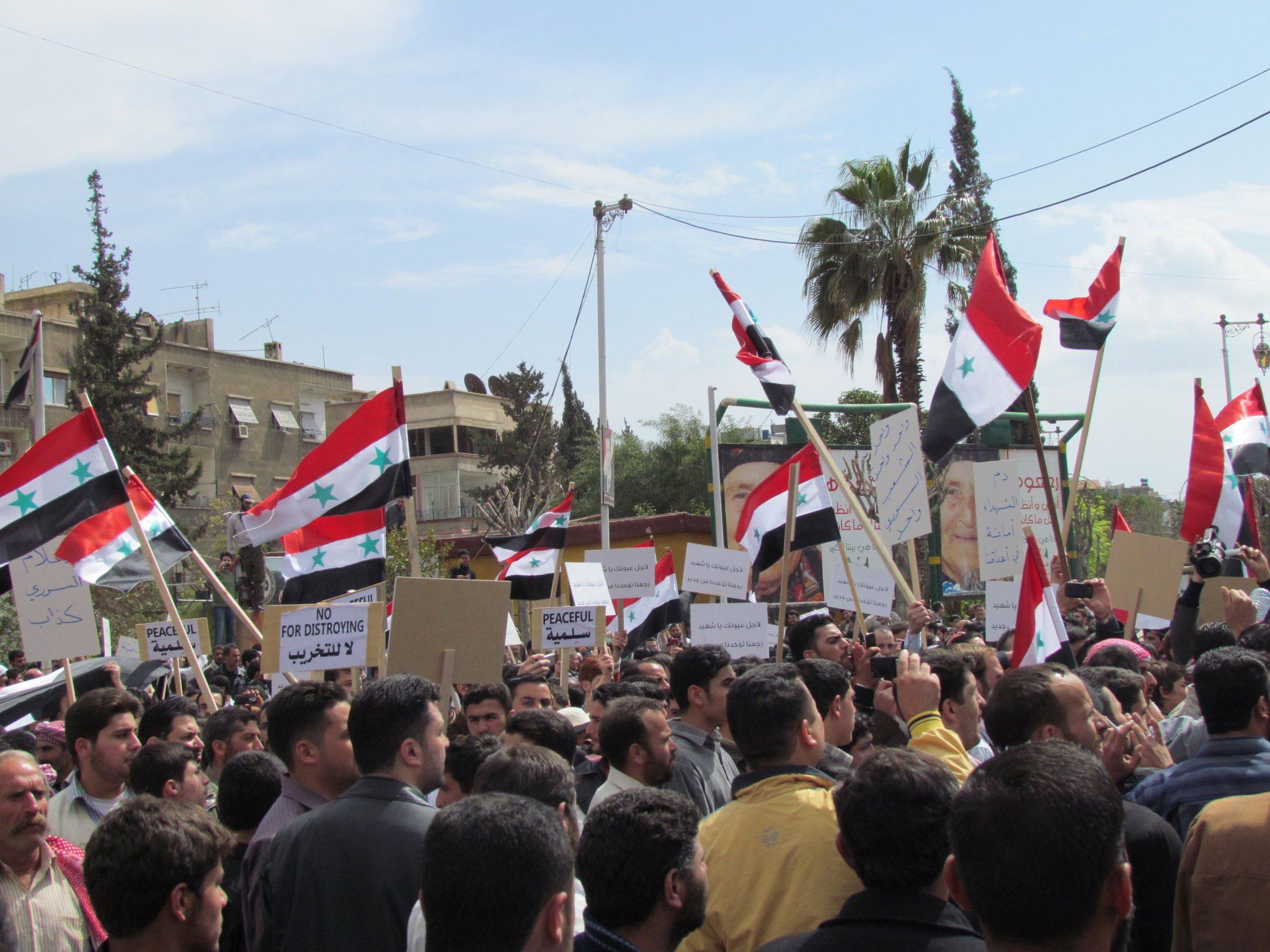
Tüntetők Damaszkuszban

Szíriában kisebb tüntetések már januárban és februárban is zajlottak, de ezek nem voltak nagy jelentőségűek. A konfliktus március 6-án fajult el, amikor a rendőrség Dara városában letartóztatott 15 gyereket, akik a rendszer és Bassár el-Aszad elnök bukását követelő graffitikkel írták tele a falakat. Tiltakozásul tüntetések kezdődtek, amely ellen a rendfenntartók erőszakkal léptek fel és a tömegoszlatás során négy ember meghalt. Ezt követően elszabadultak az indulatok, több ezer fő vonult az utcára, a tömeg pedig felgyújtotta a Baasz Párt irodáit. A rendfenntartók éles lőszert is bevetettek a fegyvertelen tüntetők ellen.
Ezt követően a tüntetések átterjedtek több városra, így a fővárosra, Damaszkuszra is. A kormány válaszul a hadsereget is mozgósította. Március 29-én az addigi miniszterelnök lemondott, helyette al-Aszad elnök négy nappal később Ádel Szafar politikust bízta meg kormányalakítással, azonban ezzel nem sikerült tüntetéseknek véget vetnie. Április 21-én az elnök feloldotta a majdnem 50 éve érvényben levő rendkívüli állapotot, amely a tüntetők fő követelése volt, valamint lehetőséget ígért békés demonstrációk tartására is. 

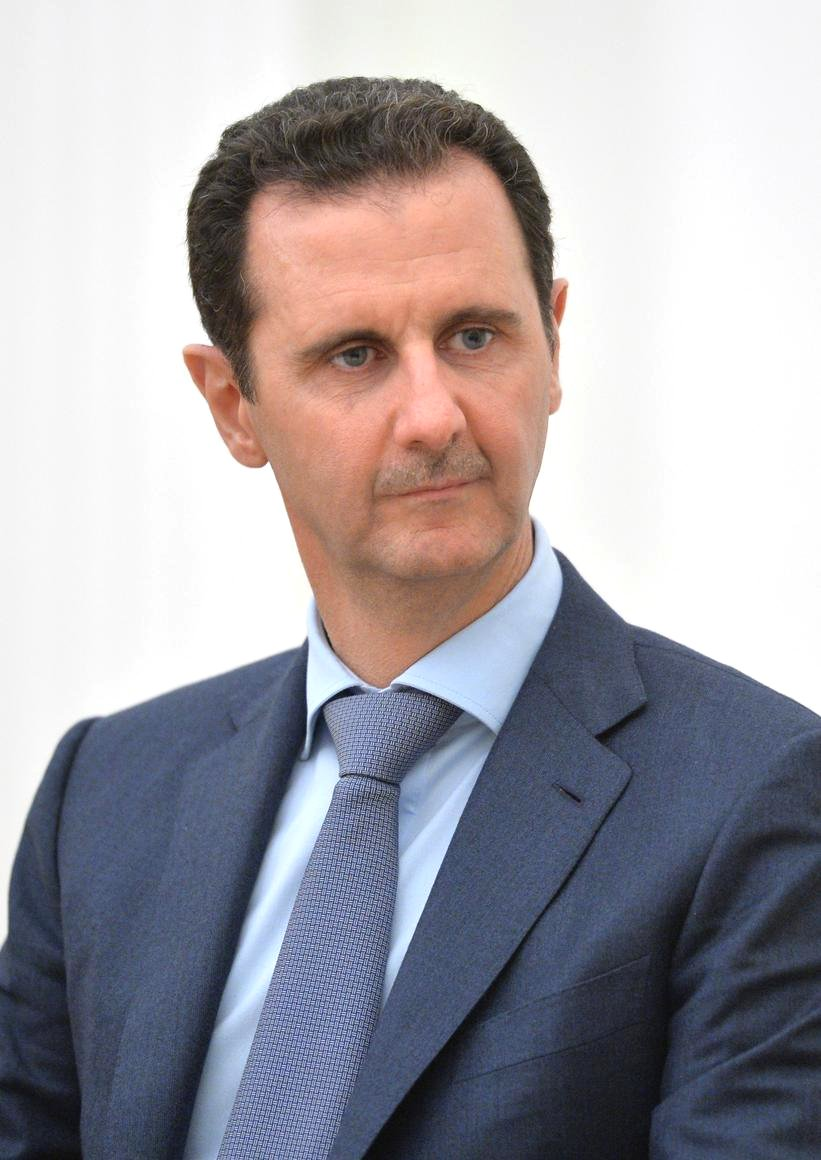
Bassár el-Aszad (2015)

Másnap ennek tesztelésére az ellenzék "óriási méretű" demonstrációt hirdetett meg, de a rendőrség az ígéret ellenére még nagyobb brutalítással támadt a tüntetőkre, éles lőszert használva összesen 103 tüntetőt öltek meg. Nem sokkal később a hadsereg páncélos alakulatok támogatásával megszállta Darát, ahol, mintegy 220 tüntetőt öltek meg, a hadsereg vesztesége 25 fő volt. Május 7-én a tankok bevonultak Banijaszba és Homszba, a két városban összesen mintegy 50 embert meggyilkoltak, majd néhány nap múlva Tallkalahot, Rasztant és Talbisehet szállták meg. Június elején – a kormány közlése szerint – ismeretlen tettesek Dzsiszr-es-Szúgur városában 120 rendfenntartóval végeztek. Erre válaszul a hadsereg nagyarányú hadműveletbe kezdett a város ellen. A város környéki falvakat nehéztüzérséggel bombázták le, míg a várost magát helikopterekkel és harckocsikkal vették tűz alá. A hadsereg brutális fellépése elől mintegy 5000 ember menekült át Törökországba.
Novembertől a Rijád al-Aszad tábornok vezetésével megalakult SZSZH indított gerillaháborút a hadsereg ellen. A kezdetben kizárólag könnyűfegyverekkel rendelkező lázadók a szomszédos arab országoknak és Törökországnak hathatós támogatásával jelentős katonai erővé nőtték ki magukat, 2012 őszéig már az ország több települését ellenőrzésük alá vonták. A helyzetet azonban tovább bonyolította, hogy 2012 nyarán az ország északkeleti részén lakó kurdok milíciái is beavatkoztak a harcba, Aleppóig nyomulva előre. A kurd lázadók egyszerre kerültek összetűzésbe a kormányerőkkel és az SZSZH-val. Mindemellett a konfliktusnak erősen szektariánus jelleget ad az a tény is, hogy a helybéli keresztények és alaviták a többségben alavitákból álló Aszad-rezsimet támogatják, míg a lázadók többsége a szunnita lakosság soraiból kerül ki. A szélsőségesebb felkelők rendszerint hajtanak végre támadásokat a keresztény és alavita közösség ellen, míg a hadsereg és a kormányt támogató Sabiha milícia az ellenzéket támogató szíriai települések lakossága közt rendez időnként kisebb-nagyobb vérfürdőket. A konfliktus 2012 júniusának közepére olyannyira eszkalálódott, hogy az ENSZ szabályos polgárháborúnak minősítette. Végül 2024 december 8-án a lázadók sikeresen megdöntötték Bassár-el-Aszad rendszerét az elnök elmenekült.

## Más arab államok
Hasonló tüntetések voltak Mauritániában is, ahol Yacoub Ould Dahoud, Mohamed Ould Abdel Aziz politikája elleni tiltakozásként felgyújtotta magát az elnöki palota közelében.
Szaúd-Arábiában 2011. január 21-én egy eddig azonosítatlan 65 éves ember gyújtotta fel magát és halt meg Dzsizán Samtah falujában. Ez volt az első példa arra, hogy valaki a királyságban felgyújtotta magát.
Szudánban letartóztatták a Kongresszusi Néppárt elnökét, Hasszán al-Turabit. Az volt az ok, hogy egy hasonló tüntetéssorozattal el akarta kergetni a szerinte választási csalással győzedelmeskedő vezetőket.

## Halálos áldozatok
Az arab tavasz halálos áldozatainak száma országonként:
- Tunézia: 338 halott
- Algéria: 8 halott
- Jordánia: 3 halott
- Mauritánia: 3 halott
- Szudán: ~200 halott
- Omán: 2 – 6 halott
- Jemen: ~ 2000 halott
- Szaúd-Arábia: 24 halott
- Egyiptom: ~4300 halott
- Szíria: ~160 000 halott
- Marokkó: 6 halott
- Irak: ~250 halott
- Bahrein: 120 halott
- Líbia: 25 000 – 30 000 halott
- Dzsibuti: 2 halott
- Huzesztán tartomány, Irán: 12 halott

Összesen tehát mintegy 189 670 – 194 702 halott (2014 augusztusáig)